# Зинькевич, Елена Сергеевна
Еле́на Серге́евна Зиньке́вич (укр. Олена Сергіївна Зінькевич; 9 ноября 1940, Свердловск) — советский и украинский музыковед, музыкальный критик, педагог, публицист и общественный деятель. Доктор искусствоведения, профессор Национальной музыкальной академии Украины им. П. И. Чайковского, зав. кафедрой истории музыки этносов Украины и музыкальной критики, член-корреспондент Академии искусств Украины, член International Musicological Society (IMS — Международное музыковедческое общество), член Национального союза композиторов Украины, член Ассоциации новой музыки. Лауреат премии Министерства высшего и среднего специального образования Украины, лауреат премии журнала «Сучасність», лауреат Премии имени Н. В. Лысенко.

## Биография
Родилась 9 ноября 1940 года в Свердловске. Её мать Екатерина Викторовна Майбурова (1913—2002) — кандидат искусствоведения, профессор Киевской консерватории — была одним из первопроходцев музыкального краеведения.
В 1953 году семья переехала в Киев. Елена Зинькевич закончила Детскую музыкальную школу № 3 по классу фортепиано, в 1961 — Киевское музыкальное училище имени Р. Глиэра (теоретический отдел), в 1966 году — историко-теоретический факультет Киевской государственной консерватории, параллельно занималась в классе органа. Окончила аспирантуру Киевской консерватории и в апреле 1970 защитила кандидатскую диссертацию «Трагедии У. Шекспира в музыке драматического театра» (научные руководители М. С. Друскин, А. Я. Шреер-Ткаченко). С 1970 года преподает в Киевской консерватории (ныне Национальная музыкальная академия Украины имени П. И. Чайковского), с 1976 — доцент. В 1986 защитила докторскую диссертацию «Украинская симфония в свете диалектики традиции и новаторства (1970―80-е гг.)». С 1989 года — профессор. Е. С. Зинькевич возглавляет кафедру истории музыки этносов Украины и музыкальной критики.

## Деятельность

### Наука
Интересы Елены Зинькевич как учёного-музыковеда охватывают широкий круг проблем — от далёкого музыкального прошлого до постмодерна в контексте мировой культуры: теоретические проблемы музыкально-исторического процесса, музыка и другие виды искусства, проблемы симфонизма, межкультурные связи, современная музыка и т. д. Кафедра, которую возглавляет Е. Зинькевич — первая кафедра в украинских музыкальных ВУЗах, которая специализируется на музыкальной культуре этносов Украины, а также на музыкальной критике.
Принимает участие в научных конференциях на Украине и за рубежом (Россия, Молдавия, Белоруссия, Латвия, Литва, Германия, Шотландия, Англия, Бельгия, Швейцария, Нидерланды). Елена Сергеевна член учёного совета НМАУ им. П. И. Чайковского по защите докторских диссертаций. Статьи Елены Зинькевич вошли во многие энциклопедии, среди которых Українська радянська енциклопедія, Музыкальная энциклопедия, Большая советская энциклопедия, Музична енциклопедія, Die Musik in Geschichte und Gegenwart, The New Grove Dictionary of Music and Musicians.
Автор монографий, учебных пособий, более 200 статей в научных сборниках и специализированной периодике.

### Музыкальная критика
Автор многочисленных критических статей в газетной и специальной периодике. В 1980—1988 гг. — общественный корреспондент журнала «Советская музыка» (псевдоним Оксана Музыченко). В 2007 году в соавторстве с Ю. И. Чеканом выпустила первый на Украине учебник по музыкальной критике, который вошёл в шорт-лист Всеукраинского рейтинга «Книга года» в номинации «Специальная литература». Курс критики, разработанный на кафедре, предполагает получение квалификации критика учащимися. Ученики Е. С. Зинькевич плодотворно работают в этой области, регулярно публикуются в различных периодических изданиях.

### Педагогика
Преподавательскую деятельность Е. С. Зинькевич начала параллельно с обучением в Киевском музыкальном училище им. Р. М. Глиэра в Детской музыкальной школе № 2 (1959—1963), в 1963—1964 гг. работала в Киевской средней специальной музыкальной школе им. Н. В. Лысенко, в 1968—1969 гг. — в Киевском педагогическом институте. С 1970 — преподаватель Киевской консерватории.
В Национальной музыкальной академии Украины им. П. И. Чайковского Елена Зинькевич читает спецкурсы по истории русской музыки, методологии исторического музыкознания, теории и истории музыкальной критики, музыкальному постмодерну. Руководит дипломными, магистерскими работами, диссертационными исследованиями (кандидатскими и докторскими).

### Общественная деятельность
С 1974 года — член Национального союза композиторов Украины. Состояла членом правления, заместителем главы Киевской организации НСКУ, координатором музыковедческой деятельности СК СССР (1991—1992), секретарем правления НСКУ (1990—1994). Член правления НСКУ. С 1995 года состоит в Ассоциации новой музыки — украинской секции International Society for Contemporary Music (Международного общества современной музыки) при ЮНЕСКО. Елена Зинькевич — автор проектов и организатор музыкальных конференций. По инициативе кафедры впервые на Украине был проведён Международный музыковедческий симпозиум при участии директории IMS, в котором приняли участие учёные из пятнадцати стран мира (Киев, 1—5 сентября 2008 года). Назначалась членом Коллегии Министерства культуры, членом Наблюдательных и Художественных Советов Национальных коллективов, членом экспертной комиссии ВАК Украины, членом жюри государственных премий и конкурсов и т. п. Выступает с публичными лекциями (более 200 выступлений), в радио- и телепередачах.

## Награды
- Лауреат премии Министерства высшего и среднего специального образования Украины за лучшую научную публикацию (монография «Динамика обновления. Украинская симфония на современном этапе в свете диалектики традиции и новаторства» (К., 1987)
- Лауреат премии журнала «Сучасність» за исследование «Невідомі шістдесяті» (1999)
- Лауреат Премии имени Н. В. Лысенко (2006)

## Ученики
- Специалисты и магистры

Здробилко И. Н. (1974), Андрусенко Н. Б. (1975), Баштан О. С. (1975), Морозова В. Я. (1976), Омельченко Т. А. (1976), Буланова Г. И. (1977), Крживицкая Н. П. (1977), Владимирова А. А. (1978), Панич О. Б. (1978), Спис А. И. (1979), Добина Е. М. (1980), Фатеева Л. Н. (1981), Ярмоленко Н. (1982), Пашинская Е. В. (1984), Чекан Ю. И. (1984), Бочарова Т. М. (1985), Степаненко Н. В. (1986), Чумаченко Е. И. (1988), Ситенко Т. В. (1989), Ракунова И. Н. (1990), Батичкова Л. Д. (1991), Крейдина С. (1992), Дьячкова Е. А. (1993), Лысюк Т. Н. (2000), Андреев М. А. (2001), Лунина А. Е. (2002), Лисняк Н. А. (2003), Кунцьо Е. (2004), Морозова Л. С. (2006), Васильева А. А. (2007), Тамилина И. Е. (2009), Мяндина М. (2010), Онишкив Е. (2011).
- Кандидаты искусствоведния

Редя В. Я. (1987), Соломонова О. Б. (1988), Кишка Е. А. (1990), Чекан Ю. И. (1992), Гаврилова Л. Г. (1993), Степаненко Н. В. (1996), Волкова Л. В. (1997), Ланцута Л. В. (1998), Дьячкова Е. А. (1999), Пономаренко Е. Ю. (2003), Аристова И. М. (2004), Лисняк Н. А. (2008), Ракунова И. Н. (2008), Лунина А. Е. (2009), Ситенко Т. В. (2010), Волошина Т. К. (2010), Яцковская (Васильева) А. А. (2018).
- Доктора искусствоведения

Соломонова О. Б. (2009), Редя В. Я. (2010), Чекан Ю. И. (2010).

## Список публикаций

### Монографии, книги
Георгій Майборода. — К.: Музична Україна, 1973. 2-ге вид. — 1983.
Якби Чехов був музикантом. — К.: Музична Україна, 1980.
Динамика обновления. Украинская симфония на современном этапе в свете диалектики традиции и новаторства. — К.: Музична Україна, 1986.
Симфонические гиперболы. О музыке Евгения Станковича. — Сумы, 1999. 252 с. 2-ге вид. — Ужгород, 2002.
Концерт и парк на крутояре… Киев музыкальный ХІХ — начала ХХ ст. Очерки. — К.: Дух і літера, 2003.
Память об исчезающем времени. Страницы музыкальной летописи. — К.: Нора-принт, 2005.
Mundus musicae. Тексты и контексты. Избранные статьи. — К.: Задруга, 2007.

### Учебники, пособия
(все — в соавторстве)
История украинской музыки. — М., 1981. (Автор разделов).
Історія української радянської музики. — К., 1990. (Член редколлегии и автор разделов).
Слухання музики в 1-3 класах. — К., 1980.
Хрестоматія з слухання музики в 1-3 класах. — К., 1980.
Слухання музики в 4-5 класах. — К., 1984.
Хрестоматія з слухання музики в 4-5 класах. — К., 1984.
Музична критика. Теорія та методика. Навчальний посібник. — Чернівці: Книга XXI, 2007. (В соавторстве с Ю. И. Чеканом).

### Сборники статей
Составление, редактирование
Чайковський та Україна. Збірник статей та матеріалів. — К., 1991. (Составитель и один из авторов).
Очерки по истории русской музыки. — К., 1995. (Составитель и один из авторов).
Музично-історичні концепції в минулому та сучасності . Збірник статей. — Львів, 1997. (Составитель — вместе с В. Сивохипом и один из авторов).
Біблія та музика. — К., 1999. (Составитель — вместе с М. Р. Черкашиной-Губаренко и один из авторов).
Musika: ars et scientia. — Науковий вісник Національної музичної академії України ім. П. І. Чайковського. — Вип. 6. — К., 2000. (Составитель, автор вступительной статьи).
Історія музики в минулому і сучасності. — Науковий вісник Національної музичної академії України ім. П. І. Чайковського. — Вип. 12. — К., 2000. (Составитель — вместе с М. Р. Черкашиной-Губаренко и один из авторов).
Чотири століття опери. Оперні школи XIX-ХХ ст. — Науковий вісник Національної музичної академії України ім. П. І. Чайковського. — Вип. 13. — К., 2000. (Составитель — вместе с М. Р. Черкашиной-Губаренко и один из авторов).
Музика у просторі культури. — Науковий вісник Національної музичної академії України ім. П. І. Чайковського. — Вип. 33. — К., 2004. (Составитель — вместе с М. Р. Черкашиной-Губаренко и один из авторов).
Історія музики: нові факти та інтерпретації. — Науковий вісник Національної музичної академії України ім. П. І. Чайковського. — Вип. 42. — К., 2004. (Составитель, автор вступительной статьи и один из авторов).
Історія музики: концепції, інтерпретації, документи. — Науковий вісник Національної музичної академії України ім. П. І. Чайковського. — Вип. 45. — К., 2005. (Составитель, автор вступительной статьи и один из авторов).
Берденникова Е. М. Избранные статьи. Воспоминания. — Київське музикознаство. — Вип. 24. — К., 2007. (Составитель — вместе с Н. А. Герасимовой-Персидской и З. А. Томсон).
Весёлое музыковедение. Из музыковедческих маргиналий. — Київське музикознавство. — Вип. 26. — К., 2008. (Редактор-составитель, автор вступительной статьи).
Наука про музику сьогодні: проблеми та перспективи. Науковий вісник Національної музичної академії України ім. П. І. Чайковського. — Вип. 80. — К, 2009. (Составитель и один из авторов).
Anton Rubinstein and Nikolai Rimsky-Korsakov: Selected Operas. Priceedings of the International Musicological Convention. Editor Yelena S.  Zinkevich. Music-Edition Lucie Galland (Germany), 1997.

### Статьи в научных сборниках и специализированной периодике
Более 200, в том числе:
«Ромео і Джульєтта» Б. Лятошинського. — В сб.: Українське музикознавство. Вип. 5. — К., 1969.
Музыка к первому «Гамлету». // Советская музыка. — 1971. — № 5.
Музыка молодых (о творческом смотре в Киеве) // Музыкальная жизнь. — 1973. — № 15.
«Пісні Офелії» М. Лисенка. — В сб.: Українське музикознавство. — Вип. 10. — К., 1975.
У музикантів Узбекистану. // Музика. — 1975. — № 2.
Пошуки та відкриття. // Музика. — 1975. — № 6.
Идущие на смену (молодые композиторы Украины). // Советская музыка. — 1976. — № 9.
Юрий Ищенко. — В сб.: Композиторы союзных республик. — Вып. 2. — М., 1977.
З прем'єр минулого сезону. // Музика. — 1978. — № 5.
З прем'єр минулого сезону. // Музика. — 1979. — № 5.
Ю. Рожавская. — В сб.: Они пишут для детей. — Вып. 3. — М., 1980.
Пленум Киевской организации СКУ. // Советская музыка. — 1981. — № 3.
Авторский концерт Л. Колодуба. // Советская музыка. — 1981. — № 5.
У мастеров Латвии. // Музика. — 1981. — № 4.
Концерт О. Костіна. // Музика. — 1982. — № 1.
Гортаючи сторінки біографії. // Музика. — 1982. — № 2.
Симфонія наших днів. // Наука і культура .Україна 1981. Щорічник. АЕ УРСР, Знання УРСР. К., 1982.
Вечно ищущий…[об украинской симфонии]. // Советская музыка, 1982, № 7.
Прошлое страстно глядится в грядущее. (Об «Ольге» Е. Станковича). // Советская музыка, 1983, № 8.
Казки старовини глухої. — В сб.: Наука і культура. Україна 1982. — К., 1983.
На вечере памяти Ю. Рожавской. // Советская музыка, 1984, № 7.
Маршрути творчих пошуків. — В сб.: Українська музична критика і сучасність. — Вип. 2. — К., 1984.
«Ярослав Мудрий» Георгія Майбороди. (Серія «Оперні та балетні лібретто»). Упорядкування та вступна стаття. — К., 1984.
Концертное обозрение. Киев, 1983/84. [Организатор, автор и редактор в авторском коллективе, коллективный псевдоним — Оксана Музыченко]. // Советская музыка. — 1984. — № 12.
Методологические аспекты проблемы традиции и новаторства. — В сб.: Исторические аспекты теоретических проблем. — К., 1985.
Пути развития советского украинского симфонизма. — В сб.: Музыка народов СССР. Труды ГМПИ. — Вып. 72. — М., 1985.
Співдружність. — В Сб.: Наука і культура. — Вип. 19. — К., 1985.
У музичний літопис. — В сб.: Наука і культура. — Вип. 19. — К., 1985. (Псевдонім — Олена Зінченко).
«Я дуже любив і поважав Петра Ілліча». — В сб.: Розповіді про музику — Вип.6. — К., 1985.
Концертное обозрение. Киев. 1984/85. (Организатор, автор, редактор). // Советская музыка. — 1985. — № 12. (Псевдоним — Оксана Музыченко).
Евгений Станкович. — В сб.: Композиторы союзных республик. — Вып. 5. — М., 1986.
Поринання у ліричну стихію. // Музика. — 1986. — № 5.
Епос і драма, лірика й бурлеск. — В сб.: Наука і культура. — Вип. 20. — К., 1986.
Світове визнання. — В сб.: Наука і культура. — Вип. 20. — К., 1986.
Шельменко на оперній сцені. — В сб.: Наука і культура. — Вип. 20. — К., 1986. (Псевдоним — Ольга Зінчук).
Гражданственность — кредо музыкальной современности. — В сб.: Проблемы музыкальной науки. — К., 1987.
Українська балада Ф. Ліста. — В сб.: Наука і культура. — Вип. 21. — К., 1987.
Огляд симфонічних сил. // Музика. — 1987. — № 1.
Ю. Рожавская. — В сб.: О тех, кто пишет музыку для детей. — К., 1987.
Концертное обозрение. Киев. 1985/86. // Советская музыка. — 1987. — № 3. (Псевдоним — Оксана Музыченко).
Значение генетико-типологического аспекта в анализе современной музыки. — В сб.: Музыкальное произведение: сущность, аспекты анализа. — К., 1988.
Нові контакти — нові враження. // Музика. — 1988. — № 4.
На часі — конкретні зрушення (участь у круглому столі «Назустріч IX з’їзду композиторів України»). // Музика. — 1989. — № 1.
Пути обновления украинской симфонии. — В кн.: Новая жизнь традиций. — М., 1989.
Публицистичность как фактор социальной активности критики. — В сб.: Проблемы музыкальной науки. — К., 1989.
Ференц Ліст в Києві. — В сб.: Українська музична спадщина. — Вип. 1. — К., 1989.
Першовідкривач шедеврів. // Музика. — 1990. — № 6.
Науке о Чайковском — второе дыхание. // Советская музыка. — 1991. — № 2.
Основа спілки — конфедерація. //Музика. — 1991. — № 3.
Музична бібліографія київської періодики: Чайковський у концертному житті Києва (1875—1917). — В кн.: П. І. Чайковський та Україна. — К., 1991.
Валентин Сильвестров. Авторские вчера. — Буклет к фестивалю музыки Сильвестрова. — Екатеринбург, 1991.
Н. В. Лысенко как концертант и композитор. // Музыкальная академия. — 1992. — № 2.
Лист з Києва. // Музика. — 1992. — № 2.
Здобутки української симфонії. // Світо-вид, Київ-Нью-Йорк. — 1992. — № 2.
Музичний процес чи його імітація? // Музика. — 1993. — № 1.
Нова українська музика в системі української культури. // Collegium. — 1994. — № 1.
Ференц Ліст в Україні. — В кн.: Український музичний архів. — К., 1995.
Facultas ludendi музичного постмодерну. — В сб.: Старое и новое в музыке XX века (материалы международного симпозиума). — Кишинев, 1997.
Метафоры музыкального постмодерна. — В сб.: Искусство XX века: уходящая эпоха? (По материалам международного конгресса). — Нижний Новгород, 1997.
Музыка как молчание. — В сб.: Музика і мистецтво абсурду ХХ ст. — Суми, 1997.
Дар таємновідчуття. // Музика. — 1997. — № 4.
Монолог про Сильвестрова («В полоні у художника»). // Музика. — 1997. — № 5.
Невідомі шістдесяті. // Сучасність. — 1999. — № 4.
Искусство и эффект Кассандры.// Зеленая лампа, 1999, № 1-2.
Протистояння. // Сучасність. — 2000. — № 6.
«Горные вершины» Гёте-Лермонтова в русской музыке XX века. — В сб.: Гёте в русской культуре XX века. — М.: Наука, 2001.
Слово про О. С. Тимошенка. — В кн.: О. Малозьомова, Т. Гусарчук. Покликання. Життя і творча діяльність О. С. Тимошенка. — К., 2002.
Спогади. // Дух і літера. — Київ, 2002.
Слово про Євгена Станковича. // Буклет до ювілейних концертів. — К., 2002.
Служіння. — В сб.: Музична українистика: сучасний вимір. — Вип. 1. Збірка наукових статей на пошану доктора мистецтвознавства Л. Пархоменко. — К., 2005.
Метаморфозы современности: передел музыкального пространства. — В сб.: Музыка и музыкант в меняющемся социокультурном пространстве. — Ростов‑на‑Дону, 2005.
Музичне свідоцтво буття. [До 70-річчя В. В. Сильвестрова]. // Українська культура. — 2007. — № 9.
Про «Палату № 6» В. Зубицького. — В сб.: Музична українистика: сучасний вимір. — Вип. 3: Збірник наукових статей пам’яті Антона Мухи. — К., 2009.
Игры на окраине тысячелетья (о постмодернистской ипостаси украинской музыки). — В сб.: Культура. Наука. Творчество. — Вып. 2. — Минск, 2008.
Воспоминания о М. С. Друскине. — В сб.: Памяти М. С. Друскина. — СПб.: «Аллегро», 2009.
Музыка в сценическом пространстве Андрея Жолдака: о постановке чеховских «Трех сестер». — В сб.: От Моцарта до Шнитке. Сборник статей к 70-летию Евгении Ивановны Чигаревой. — М.: Издатель Доленко, 2010.
Чехов и опера: попытки взаимодействия. — В сб.: Оперный театр вчера, сегодня, завтра. — Ростов-на-Дону, 2010.
«Недостоверное прошлое» русской музыки. В сб.: Композиторы второго ряда в историко-культурном процессе. — М.: «Композитор», 2010.
Шостакович как культурный герой эпохи. В сб.: Современное музыкознание в мировом научном пространстве. Научные труды Белорусской государственной академии музыки. — Вып. 23. — Минск, 2010.
Ukrainische Sinfonik der Gegenwart. // Sowjetische Music im Licht der Perestroika. — Laaber-Verlag, 1990.
Die Reception österreichisch-deutscher Musik in Ukrainischen Symphonien. // Musikgeschichte zwischen Ost- und Westeuropa. Tagungsbericht Chemnitz , 1995. — Academia Verlag, 1996.
The First Operas of Anton Rubinstein.1850s. — В кн.: «Anton Rubinstein and Nikolai Rimsky-Korsakov». — 1997.
Mozart-Opern auf der Böhne zu Kiev im 19 Jahrhundert. // Mozart-Reception In Mittel- und Osteuropa. Tagungsbericht Chemnitz 1996. — Academia Verlag, 1997.
Children of Ukraine. // Abstract Book. BASPCAN 3-rd National Congress «Approaching the Millenium». — Edinburgh. 1997.
Das Opernhaus Kiev (1867—1880) im sozio-kulturellen Kontext der Stadt (nach Presseunterlagen).— В кн.: «Musikgeschichte in Mittel- und Osteuropa. Mitteilungen der internationalen Arbeitsgemeinschaft an der Technischen Universität Chemnitz». — Heft 4. — Gudrun Schreder Verlag. — Chemnitz, 1999.
The Ukrainian Symphony — Phantom or Reality? // Musikgeschichte in Mittel- und Osteuropa. Mitteilungen der internationalen Arbeitsgemeinschaft an der Technischen Universitat Chemnitz. — Heft 7. — Gudrun Schroder Verlag. — Chemnitz 2000.
Liturgishe Motive im zeitgenossischer ukrainischer Komponisten. // Musikgeschichte zwischen Ost- und Westeuropa. — Band 7. (Kirchenmusik — geistliche Musik — religiose Musik). — Studio-Verlag. — Bonn. 2002.
Operas by Anton Rubinstein as Antisipations of the Future // IMS 2002. 17th International Соngress. Abstracts. — Leuven-Peer, 2002.
The Ukrainian Composers’ School in the Socio-Cultural Context of the 20-th Century. // Nationale Music in 20. Jahrhundert. — Gudrun Schreder Verlag. — Leipzig, 2004.
Das Leipziger Konservatorium in den Briefen von Mykola Witalijowytsch Lyssenko (1867—1869). // Musikgeschichte in Mittel- und Osteuropa. Mitteilungen der internationalen Arbeitsgemeinschaft an der Universität Leipzig. — Heft 10. — Gudrun Schreder Verlag. — Leipzig, 2005.
Mass and Elite Art. Movements Towards One Another. // Passagen. — Berenreiter, 2007.
Theoretical Problems of History of Music. — В сб.: Наука про музику сьогодні: проблеми та перспективи. Науковий вісник Національної музичної академії України ім. П. І. Чайковського. — Вип. 80. — К., 2009.

## Сборники
- Концерт и парк на крутояре…
- Память об исчезающем времени
  - На перекрёстке мнений
  - Персонажи
  - Из мозаики времени
  - Под знаком постмодерна
- MUNDUS MUSICAE. Тексты и контексты
  - Методологические проблемы истории музыки
  - «Прогнозы прошлого»
  - Диалогический контекст культуры
  - Украинская музыка в пространстве своей истории
  - Персональные ландшафты
  - Метаморфозы современности